# Wrong Way Up
Wrong Way Up ist ein 1990 veröffentlichtes Studioalbum der Musiker Brian Eno und John Cale. Das Album kombiniert Pop und elektronische Musik und gilt als eines der kommerziellsten Werke des Teams Eno/Cale. 2005 wurde die Platte von All Saints Records mit einem neuen Cover herausgegeben; die Neuausgabe enthielt zwei Bonustracks von Eno, "Grandfather's House" und ″You Don't Miss Your Water″.

## Rezeption
Die Single "Been There, Done That" ist die bislang einzige Single von Eno, die es in die US-Charts geschafft hat. Trouser Press nannte das Album "an absolutely wonderful pop record, a subversion of Top 40 formulae to the pair's own idiosyncratic (but utterly accessible) ends."; laut dem Rolling Stone wollten Eno/Cale ein "spooky, catchy aural environment" erstellen.

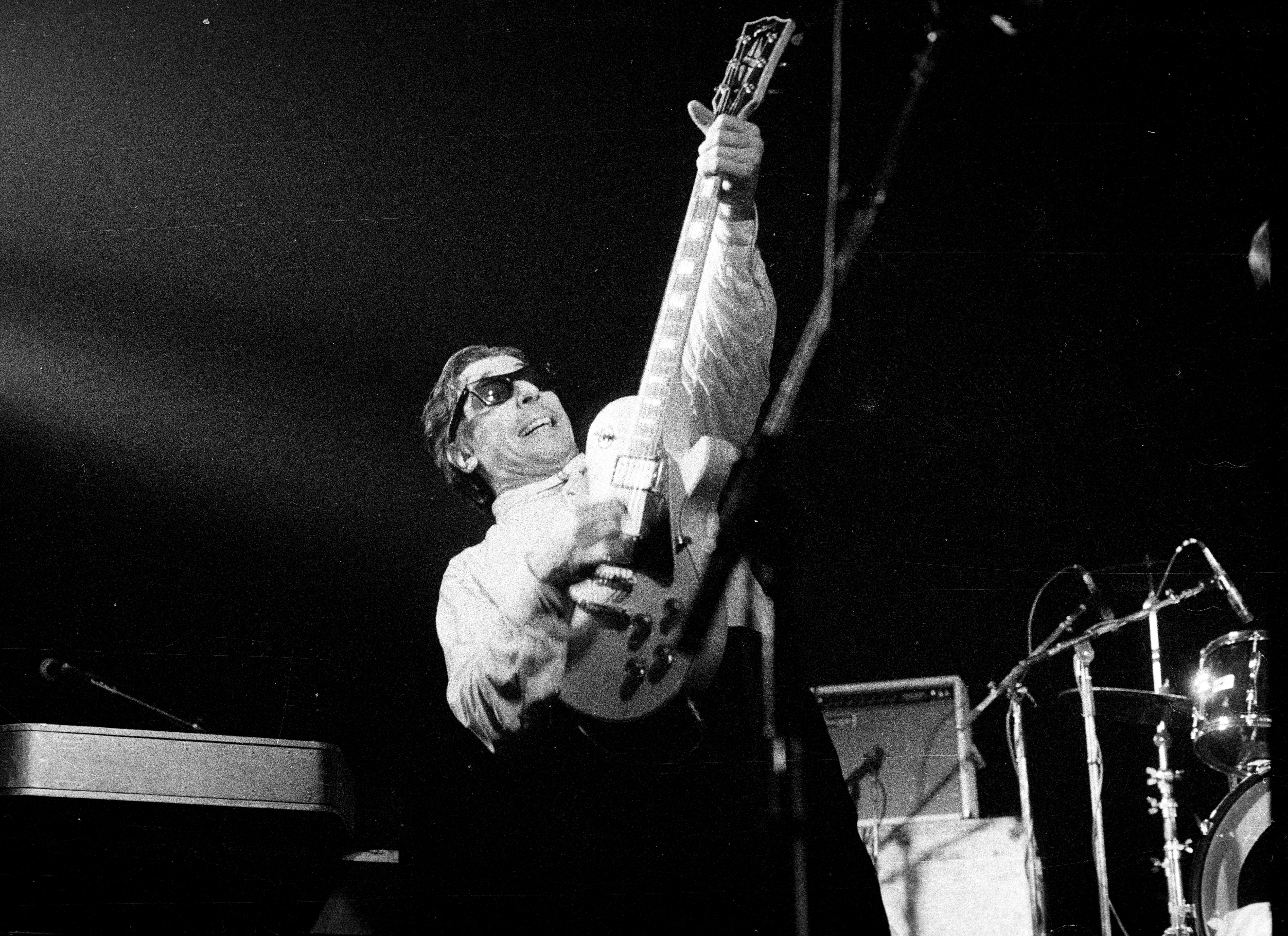
John Cale, 1983

## Musiker
- John Cale – Vocals, Piano, Keyboard, Bass etc.
- Brian Eno – Vocals, Piano, Keyboard, Gitarre etc.
- Robert Ahwai – Rhythmusgitarre
- Nell Catchpole – Violine
- Rhett Davies – Hintergrundgesang
- Daryl Johnson – Bass
- Ronald Jones – Tabla, Drums
- Bruce Lampcov – Hintergrundgesang
- Dave Young – Gitarre, Bass